# エイメ・デュ・ビュク・ド・リヴェリ

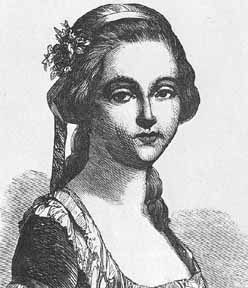
エイメ・デュ・ビュク・ド・リヴェリ

エイメ・デュ・ビュク・ド・リヴェリ（Aimée du Buc de Rivéry、1776年?（1763年？） - ?（1817年?））は、18世紀後半に生きたマルティニーク出身のフランス人女性で、オスマン帝国のスルタンの母后ナクシディル・スルタンと同一視されている人物。名前はエーメ、エメとも表記される。
フランス領西インド諸島マルティニーク島の名家の出身で、フランスの皇帝ナポレオン・ボナパルトの最初の妻ジョゼフィーヌ・ド・ボアルネの従妹にあたる。容姿については、混血の美人あるいは金髪の美人であった、とするものがある。

## 生い立ちから消息を絶つまで
エイメの生い立ちに関する説は2つ存在する。
一般に知られている説のひとつによれば、エイメの生年は1776年である。彼女が14歳であった1790年、フランス本土へ留学するためにマルティニークの家族から離れて船旅に出た。しかし、彼女の乗った船は大西洋上で消息を絶ち、以後家族と連絡することも再会することもなかった、という。
もうひとつの説では、エイメは1763年の生まれで、従姉妹ジョゼフィーヌと同年の幼なじみであった、という。この説でも、やはり14歳のときフランスに渡り、8年間修道院で花嫁修業のための勉学に励んだ。しかし、マルティニークに帰るための船旅の途上、地中海上で消息を絶った、とされている。

## エイメ伝説
多くの人々が信じているところによれば、消息を絶った彼女はオスマン帝国のハレムに献上され、のちの皇帝マフムト2世を生んだという。
諸書に記されたエイメの後半生は、おおよそ以下のようにまとめられる。
エイメは家族と離れて船旅をしていたときに、海賊に襲われて行方を絶った。彼女の身柄は海賊の手から手に渡って、最後には地中海のムスリム（イスラム教徒）海賊を支配するアルジェリアの総督（デイ）の手からオスマン帝国の皇帝アブデュルハミト1世のハレムへとに献上された。ハレムに入ったエイメは「飾られた声」という意味をもつ「ナクシディル」というトルコ名を与えられ、その美貌と名家育ちの気品からたちまち皇帝の心をとらえた。アブデュルハミトの寵愛を受けたエイメはやがて皇子マフムトを生み、スルタンの夫人としての扱いを受けるようになった。そしてのちに息子マフムトがスルタンになるとその母后となり、同じころフランスで皇后になっていた従姉と別の道で栄華を極めるという数奇な運命を辿ったのである。
このエイメの物語は、欧米では19世紀後半以来、様々な本で取り上げられてほとんど定説のようにみなされており、今では本国トルコでも多くの人が事実であると考えている。日本でも、塩野七生のエッセイ「ハレムのフランス女」（『イタリア遺聞』所収）などで紹介されたことを通じて有名になった。
さらに諸書においては、エイメについて
- 教養ある西洋人女性のエイメは夫アブデュルハミト1世やその後継者であるセリム3世、そして息子マフムト2世の西洋に対する外交政策や、西洋化政策のアドバイザーとなった。
- マフムト2世はエイメによってキリスト教徒式の教育を受けた。そのため彼は表向きはムスリムであってもキリスト教徒に親しみを持っていた。マフムト2世が諸宗教の信徒を平等に扱う政策をとることができたのはそのおかげである。
- マフムト2世の治世にオスマン帝国がロシア帝国と講和してナポレオンのフランス帝国と対立する陣営に回り、ロシア遠征によるナポレオンの没落の遠因をつくったのは、母のエイメが従姉ジョゼフィーヌと離婚したナポレオンを恨んで息子を動かしたからである。
- エイメは表向きはイスラム教に改宗していたが、死にあたってガラタにあるカトリックの修道院から司祭を宮殿に呼ぶよう息子に頼み、ひそかにキリスト教徒として亡くなった。

といったエピソードが見られる。
このほか、彼女がハレムの間の闘争や政治闘争から自身や息子マフムトを如何に守り抜いたかについて、豊富なエピソードが残されている。

## 伝説の検証
ハレムにおけるエイメの波乱に満ちた後半生を伝える様々なエピソードはあたかも史実であったかのように紹介されてきた。
しかし実際のところ、ナクシディルがジョゼフィーヌの従妹エイメであることや、彼女がハレムにおいて経験したドラマチックな事件を証拠付ける同時代の記録は存在しない。オスマン帝国のハレムには海賊によって捕らえられたイタリアやフランス出身の女性がいたことは間違いないが、個々の女性については記録が乏しく、たとえ母后まで上り詰めた女性であっても出自や本名すらほとんどわからないことが珍しくないのである。
さらにナクシディルとエイメを同一人物とするのに根本的な矛盾が存在する。エイメの伝記の多くはエイメの生年は1776年、船ごと消息を絶ったのは14歳のとき、すなわちフランス革命直後の混乱期である1790年としている。ところが、ナクシディルの息子であるマフムト2世の生年は1785年であり、年代に少なくとも5年のずれがある。
もっとも、塩野七生が紹介し、日本でよく知られている別の説では、エイメの生年は1763年である。もしこちらの説が正しいとすれば、彼女が行方を絶ったのは、マフムト2世の誕生より前ということになり、年代の矛盾は生じないといえる。
しかし、トルコ側における確実な記録の乏しさは如何ともしがたい問題である。たとえエイメがナクシディルであったとしても、少なくとも彼女がキリスト教徒として葬られたというエピソードは、現存するナクシディルの墓がイスラム風にモスクに存在している事実と矛盾する。ましてやオスマン帝国の対西洋政策にナクシディルの意向が大きく関わったとする見解は史料的な裏付けを全く欠き、憶測の域をでるものではない。
ナクシディルとエイメのドラマチックな物語の間には、仮に幾分の史実が含まれていたとしても、同時に多くの伝説が含まれているのは間違いない。
なお、近年のトルコの報道によると、あるトルコの研究者は、ナクシディル・スルタンはコーカサス系の出自であるという説を唱えている。

## 注
1. ↑  Photo Mausolée de la sultane Naksidil, Aimée Dubuc de la Rivery - Nakşidil Sultan Türbesi. なお、注2に引用する報道によると、彼女の葬儀の様子を伝える文書がトプカプ宮殿の古文書館に残されているとのことである。
2. ↑  From the papers, Turkish Daily News, November 5, 2001.